# Инокентий IX
Папа Инокентий IX (на латински: Innocentius PP. IX), е роден в Болоня, Италия на 20 юли 1519 и умира 30 декември 1591. Интересното при него е, че е папа само малко над два месеца (29 октомври 1591 – 30 декември 1591).

## Галерия
- Инокентий IX
- Погребението на Инокентий IX в римската базилика Свети Петър